# أدولف فيرنر
أدولف فيرنر (بالألمانية: Adolf Werner) (19 أكتوبر 1886 كيل ألمانيا - 6 سبتمبر 1975 كيل ألمانيا) هو لاعب كرة قدم ألماني سابق كان يلعب كحارس مرمى. شارك خلال مسيرته في الألعاب الأولمبية الصيفية 1912.

## روابط خارجية
- أدولف فيرنر على موقع الاتحاد الدولي (مؤرشف)  (الإنجليزية)
- أدولف فيرنر على موقع قاعدة بيانات كرة القدم.إي يو (الإنجليزية)
- أدولف فيرنر على موقع بيانات كرة القدم. دي إي (الألمانية)
- أدولف فيرنر على موقع ناشيونال فوتبول تيمز (الإنجليزية)
- أدولف فيرنر على موقع عالم كرة القدم.نت (الإنجليزية)
- أدولف فيرنر على موقع أوليمبيديا (الإنجليزية)